# Aquilino Boyd
Aquilino Boyd de la Guardia (30 de marzo de 1921 - 4 de septiembre de 2004) fue un político, abogado y diplomático panameño. 
Cursó estudios en el Colegio La Salle y posteriormente en el College of the Holy Cross de Worcester, Estados Unidos, la Universidad de La Habana y la Universidad de Panamá.
Fue Ministro de Relaciones Exteriores de Panamá (1956-1958, 1976-1977), embajador de Panamá ante las Naciones Unidas (1962-1976, 1985–1989, 1997–1999), asambleísta de la Asamblea Nacional de Panamá por cinco períodos (1948–1952, 1956–1960, 1960–1964, 1964–1968, 1968–1969), embajador ante los Estados Unidos (1982-1985) y ante el Reino Unido (1994-1997).
Fungió como uno de los líderes de la Coalición Patriótica Nacional, pero en 1959 tuvo diferencias con el Presidente Ernesto de la Guardia y funda el Tercer Partido Nacionalista. En ese mismo año realizó una lucha reinvindicativa nacionalista en la Zona del Canal de Panamá, mediante la siembra de banderas panameñas. Luego forma una coalición con el Partido Liberal Nacional para apoyar a Roberto F. Chiari. No obstante tras las elecciones, pierde el control del partido y funda uno nuevo en 1961, el Partido Nacionalista. Denunció ante el Consejo de Seguridad de las Naciones Unidas, luego del Día de los Mártires, contra la agresión de las fuerzas estadounidenses.
Luego del golpe militar de 1968 fue uno de los primeros políticos civiles en conciliar y colaborar con el régimen militar y tuvo un papel clave en la creación de los Tratados Torrijos-Carter en 1977. En 1979 se convirtió en líder del Partido Liberal y en 1989 participó en las elecciones presidenciales como candidato a la segunda vicepresidencia por la alianza COLINA.
| Predecesor: Juan Antonio Tack | Canciller de Panamá 1976 - 1977 | Sucesor: Nicolás González Revilla |